# Jalkapallon suomenmestaruuskilpailut 1910
La Jalkapallon suomenmestaruuskilpailut 1910 fu la terza edizione del campionato finlandese di calcio. Fu giocato in un formato di coppa e vide la vittoria dell'Åbo IFK.

## Squadre partecipanti
| Club             | Città    | Stagione 1909 |
| ---------------- | -------- | ------------- |
| Åbo IFK          | Turku    | -             |
| HIFK             | Helsinki | finale        |
| HJK              | Helsinki | semifinale    |
| KIF              | Helsinki | -             |
| Viipurin Ponteva | Viipuri  | -             |
| Viipurin Reipas  | Viipuri  | semifinale    |

## Turno preliminare
|      | Risultati |     | Luogo e data      |
| ---- | --------- | --- | ----------------- |
| HIFK | 1-2       | HJK | 18 settembre 1910 |
|      |           |     |                   |

## Quarti di finale
|     | Risultati |     | Luogo e data      |
| --- | --------- | --- | ----------------- |
| HJK | 4-3       | KIF | 23 settembre 1910 |
|     |           |     |                   |

## Semifinali
|                 | Risultati |                  | Luogo e data      |
| --------------- | --------- | ---------------- | ----------------- |
| Viipurin Reipas | 6-2       | Viipurin Ponteva | 25 settembre 1910 |
| HJK             | 1-3       | Åbo IFK          | 25 settembre 1910 |
|                 |           |                  |                   |

## Finale
|         | Risultati |                 | Luogo e data              |
| ------- | --------- | --------------- | ------------------------- |
| Åbo IFK | 4-2       | Viipurin Reipas | Helsinki, 10 ottobre 1910 |
|         |           |                 |                           |